# Longham
Longham is een civil parish in het bestuurlijke gebied Breckland, in het Engelse graafschap Norfolk, met 224 inwoners.